# 短体银鲈
短体银鲈（学名：Gerres abbreviatus）为银鲈科银鲈属的鱼类，俗名短钻嘴鱼。分布于印度、印度尼西亚、菲律宾、昆士兰、台湾岛以及中国南海等海域。该物种的模式产地在雅加达。